# Limnebius fallaciosus
Limnebius fallaciosus är en skalbaggsart som beskrevs av Ludwig Ganglbauer 1904. Limnebius fallaciosus ingår i släktet Limnebius och familjen vattenbrynsbaggar. Inga underarter finns listade i Catalogue of Life.